# Tipula (Eumicrotipula) hostifica
Tipula (Eumicrotipula) hostifica is een tweevleugelige uit de familie langpootmuggen (Tipulidae). De soort komt voor in het Neotropisch gebied.